# الغزوات
الغزوات إحدى بلديات دائرة الغزوات بولاية تلمسان الجزائرية.

## الموقع الجغرافي
إن الموقع الإستراتيجي لمدينة الغزوات جعلها مركزا لمرور عدة حضارات ابتداء من الحضارة الرومانية إلى غاية الإستعمار الفرنسي. فالإرث التاريخي يكمن في تلك التأثيرات التي خلفتها هذه الحضارات في المنطقة. إلا أن ما يهمنا في هذا الإطار هو الرجوع إلى الحقبة التاريخية الذي سجل فيها ظهور وتمركز نوع من الحياة الحضرية والتي تعود إلى مرحلة الإستعمار الفرنسي.
فالموقع الجغرافي لهذه المدينة المطلة على البحر الأبيض المتوسط مكنها من أن تكون مركز تموين وإخلاء المرضى المعمرين نحو فرنسا ابتداء من سنة 1844 .فضرورة تلبية حاجات المعمرين جعلت التفكير ينصب في إتاحة كل الظروف السانـحة للإستقرار بالمنطقة حيث تم بناء أول منزل من حجر في سنة 1846. وما لبثت سنة 1847 أن تنتهي حتى أطلق اسم» Nemours » على هذه المدينة نسبة للحاكم أومال- » Duc d’Aumale »، الابن الثاني للويس فليب "Louis Philippe". ومنذ ذلك الوقت بدأ نمو سكان هذه المدينة يتزايد وتتزايد معه حركة التعمير من بناء المساكن والهياكل الإدارية اللازمة للسير العادي للنشاط الاقتصادي المرتبط بحركية الميناء. فحسب (F. LIABADOR) أن ما بين سنة 1846 وسنة 1874 استقر ما يعادل خمس مائة (500) مواطن فرنسي في مدينة « Nemours » وأنه في سنة 1856 تم بناء 53 مسكنا وهياكل إدارية أخرى مثل مقر البلدية والمحكمة والمستشفى ومركز البريد2
مدينة الغزوات مدينة ساحلية تقع شمال غرب الجزائرعلى بعد 75 كلم شمال شرق مدينة تلمسان و 45كلم عن مدينة مغنية و 14كلم مدينة ندرومة و 45كلم عن الحدود المغربية، تبلغ مساحتها 2800هكتارحسب التقسيم الإداري لـسنة 1987 وان طبيعة طبيعة عبارة عن تضاريس لا نستطيع فصلها عن السلسلة الجبلية لجبال ترارة حيث أن هذه المنطقة محاطة بواد السفطر بجهة وبجبال القمقوم والسرو من جهة أخرى، يتراوح ارتفاعها ما بين ان حركة الانجراف بها جد قوية لانها دات انحدارات كبيرة ويفسر هذا بوجود الوحدات الطبوغرافية الصغيرة المتفرقة عن بعضها البعض، فالمناطق ذات انحدار أكبر من 25% هي غير صالحة للبناء والتعمير وهذه النسبة من الانحدار تمثل أكبر من 50 بالمئة من المساحة الاجمالية للمنطقة.